# Liste von Textverarbeitungsprogrammen
Dieser Artikel stellt eine alphabetische Liste von Textverarbeitungs-Software dar. Grundsätzliches findet sich im Artikel über Textverarbeitung.

## Übersicht
Die folgende Tabelle zeigt eine Auswahl von wichtigen aktuellen und ehemaligen Textverarbeitungsprogrammen.
| Name                     | Entwickler                              | Betriebssysteme                                                                                                   | Programmiersprachen                  | Erscheinungsjahr | Lizenzen                                                      |
| ------------------------ | --------------------------------------- | --- | ------------------------------------ | ---------------- | ------------------------------------------------------------- |
| AbiWord                  | The AbiWord-Project                     | Linux, Windows | C++                                  | 1998             | GNU General Public License                                    |
| Calligra Words           | KDE                                     | Unixartige (Linux, Android)                                                                                       | C++                                  | 2000             | GNU Lesser General Public License, GNU General Public License |
| Calligra Author          | KDE                                     | Unixartige (Linux, Android)                                                                                       | C++                                  | 2000             | GNU Lesser General Public License, GNU General Public License |
| Etherpad                 | Etherpad Foundation                     | Server: Linux, MacOS (Lite), Windows, Client: Plattformunabhängig (im Webbrowser)                                 | Scala, Java (Pro), JavaScript (Lite) | 2008             | Mozilla Public License                                        |
| Google Docs              | Google Inc.                             | Google Chrome, Android, iOS, Webanwendung                                                                         | JavaScript, Java                     | 2006             | Freeware                                                      |
| LaTeX                    | Leslie Lamport, LaTeX Project Team      | Plattformunabhängig                                                                                               |                                      | 1984             | LaTeX Project Public License                                  |
| LibreOffice Writer       | The Document Foundation                 | Linux, Windows, macOS, Berkeley Software Distribution, Android, iOS, Haiku                                        | C++, Java                            | 2011             | Mozilla Public License, GNU General Public License            |
| Lotus Word Pro           | IBM                                     | Windows |                                      | 1988             | Proprietär                                                    |
| LyX                      | LyX-Team                                | Linux, macOS, Windows, Unix                                                                                       | C++                                  | 1995             | GNU General Public License                                    |
| Apache OpenOffice Writer | Apache Software Foundation              | Windows, macOS, GNU/Linux, Solaris, FreeBSD und andere Unix-Varianten, über Drittanbieter eComStation und Android | C++, Java                            | 2002             | Apache-Lizenz                                                 |
| Pages                    | Apple                                   | macOS, iOS, iPadOS                                                                                                |                                      | 2005             | Proprietär                                                    |
| RagTime                  | RagTime.de Development                  | Windows, macOS |                                      | 1985             | Proprietär                                                    |
| StarOffice               | Star Division, Sun Microsystems, Oracle | Windows, Linux, Solaris, macOS                                                                                    | C++                                  | 1998             | Proprietär                                                    |
| Tasword 3                | Tasman                                  | ZX Spectrum |                                      | 1986             | Proprietär                                                    |
| TextEdit                 | Apple                                   | macOS und andere unixoide mit GNUstep                                                                             |                                      | 1996             | BSD-Lizenz                                                    |
| TextMaker                | Softmaker                               | Windows, macOS, Linux, Android                                                                                    |                                      | 1987             | Proprietär                                                    |
| Microsoft Word           | Microsoft                               | Windows, macOS, Windows Phone, iOS, Android                                                                       | C++                                  | 1983             | Proprietär                                                    |
| Microsoft Works          | Microsoft                               | Windows, Mac OS, MS-DOS                                                                                           |                                      | 1988             | Proprietär                                                    |
| WordPad                  | Microsoft                               | Windows |                                      | 1995             | Proprietär                                                    |
| WordPerfect              | Corel Corporation                       | Windows |                                      | 1979             | Proprietär                                                    |
| Microsoft Write          | Microsoft                               | Windows |                                      | 1985             | Proprietär                                                    |

Der Name ehemaliger Software ist kursiv dargestellt.

## Einfache Programme
- BBEdit (für Mac OS und macOS)
- Bean (freie Software für Mac OS X, die letzte Version ist 3.2.5 für Leopard, Version 10.5+, vom 8. März 2013 – seitdem wird Bean nicht mehr weiterentwickelt)[2]
- PC-Write
- TextEdit (Editor, Teil von NeXTStep/OPENSTEP und später Mac OS X/OS X/macOS; in GNUstep ist ein Klon enthalten)
- Write (bis Windows 3.x)
- WordPad (als Teil von Windows ab Windows 95)

## Komplexere Programme
- AbiWord
- Apache OpenOffice Writer
- GEOS Writer (Weiterentwicklung bis ca. 2006 als Breadbox Ensemble Writer)
- Calligra Suite
- Cassiopeia (Wissenschaftliche Textverarbeitung mit MathML und LaTeX Unterstützung)[3]
- Celtx (Freeware, vornehmlich für Drehbücher, Skripte, Vorproduktion aber auch für Romane)
- FrameMaker von Adobe
- Google Docs
- Groff
- LibreOffice Writer
- Lotus Word Pro
- LyX (WYSIWYM-Editor, der LaTeX ansteuert)
- Mellel (für macOS)
- Microsoft Word
- NeoOffice (OpenOffice.org-Abkömmling für Mac)
- Nisus Writer (für Mac OS)
- Pages für macOS, Bestandteil des iWork-Büropaketes von Apple
- Pandoc
- Papyrus Autor (ehemals Papyrus Office) (Windows, Mac, TOS, OS/2)
- Publicon von Wolfram Research (insbesondere für naturwissenschaftliche Bedürfnisse)
- QuarkCopyDesk
- QuarkXPress – eher ein professionelles Layout-Programm
- RagTime (Office/Layout/DTP)
- Scrivener – Textverarbeitungsprogramm für Autoren
- StarOffice Writer
- TeX/LaTeX
- TextMaker (von SoftMaker)
- WordPerfect von Corel
- Write-a-Document von JMMG Communications

## Kollaboratives Schreiben
- Celtx (Vornehmlich für Drehbücher, Skripte, Film-Vorproduktion, aber auch für Romane)
- Etherpad (Nutzbar auf freier EtherPad-Installation im WWW oder auf eigenem Webserver)
- MoonEdit (für Linux, Windows, FreeBSD)
- SubEthaEdit (für macOS)
- Writely

## Historische Programme
- 1st Word Plus für GEM (Atari ST und IBM-PC)
- AmiPro
- AppleWorks, früher ClarisWorks (Büropaket für Mac OS und Mac OS X; ursprünglich von der Apple-Tochter Claris entwickelt)
- DisplayWrite (IBM PC Text)
- Documentum (Amiga)
- Euroscript, in USA XyWrite
- GEOS (Betriebssystem inklusive Office-Paket für die Heimcomputer Commodore 64, Commodore 128 und Commodore Plus/4 sowie für den Apple II)
- HIT/CLOU (Textverarbeitung) von InterFace
- KindWords (Amiga, Disc Company)[4]
- MacWrite und MacWrite Pro
- Microsoft Works (Programmpaket)
- MT-Text (für PC-kompatibles DOS)
- Multitext (Ariolasoft; für die Heimcomputer Commodore 64 und Schneider CPC)[5]
- Papyrus und ProteXt (für den Atari ST)
- Signum (für den Atari ST)
- Script[6] und SpeedScript (für den Atari ST, Apple, C64)
- Supertext Lex-11 (ACE Microsystems) für Betriebssysteme RT11, RSTS und RSX (VAX). Später auch Unix und PC-kompatibles DOS
- Supertext, Supertext II und Supertext 40/80: (für den Apple II, Muse Software)[7]
- Tasword (ZX 81, ZX Spectrum, ZX Spectrum 128, Sam Coupé, Commodore 64, MSX, Amstrad CPC, Amstrad PCW, Tatung Einstein, IBM-PC)
- Tempus-Word (für den Atari ST)
- Textomat (für den Commodore 64)
- Text Wizard (für den Atari 400/800, Data Most)[7]
- That’s Write (für den Atari ST)
- Vizawrite (für Commodore 64 und Commodore 128)
- WiTex (Wissenschaftliche Textverarbeitung für MS-DOS bzw. dazu kompatibles DOS)
- WordStar
- Wordworth (Commodore Amiga)

## Fremdsprachige Programme
- Madhyam für indische Sprachen
- Pladao Office, OpenOffice.org-Abkömmling für Thailändisch

## Textverarbeitung für Kinder
- Gio-Key-Board (Sprechende Freeware-Textverarbeitung mit Anlaut-Tastatur)